# Quicksilver (Software)
Quicksilver ist eine freie Desktop-Such- und Produktivitätssoftware für macOS. Das Programm ermöglicht schnelle Navigation durch Dateien, Programme und Daten sowie die Ausführung verschiedener Aktionen mittels einer adaptiven Benutzeroberfläche und Tastatureingaben.

## Funktionsweise

### Grundprinzip
Quicksilver arbeitet nach dem Prinzip des inkrementellen Suchens. Das Programm indiziert im Hintergrund kontinuierlich die Festplatte und erstellt einen durchsuchbaren Katalog ("Catalog"). Die Benutzeroberfläche wird über ein Tastenkürzel aufgerufen (standardmäßig Strg+Leertaste) und ermöglicht die schnelle Suche nach Dateien, Programmen und anderen Objekten.

### Bedienkonzept
Das Interface basiert auf einem dreiteiligen Konzept:
Subjekt - Das zu bearbeitende Objekt (Datei, Programm etc.)
Prädikat - Die auszuführende Aktion (öffnen, verschieben etc.)
Objekt - Optional: Ziel der Aktion (z. B. Zielordner beim Verschieben)
Die Bedienung erfolgt hauptsächlich über die Tastatur, wobei Quicksilver aus dem Nutzungsverhalten lernt und häufig verwendete Aktionen priorisiert anzeigt.

## Funktionen

### Kernfunktionen
Schnellstart von Programmen
Dateioperationen (Öffnen, Verschieben, Kopieren etc.)
Textmanipulation
Systemsteuerung
Adressbuch- und Kalenderzugriff

### Erweiterte Funktionen
Durch Plugins lässt sich die Funktionalität erweitern für:
Webbrowser-Integration (Lesezeichen, Verlauf)
E-Mail-Funktionen
Messaging und Chat
FTP-Übertragungen
Integration von macOS-Systemfunktionen

## Entwicklung
Quicksilver wurde ursprünglich von Nicholas Jitkoff (Alcor) entwickelt. Ende 2007 wurde das Projekt als Open-Source-Software unter der Apache-Lizenz 2.0 veröffentlicht. Nach einer kurzen Phase der Unsicherheit über die Zukunft des Projekts wird die Entwicklung heute von einer aktiven Community auf GitHub fortgeführt.

## Alternativen
Vergleichbare Programme für macOS sind:
LaunchBar
Alfred
Spotlight (in macOS integriert)
Eine Übersicht weiterer Alternativen findet sich in der Liste von Desktop-Suchprogrammen.